# Unín (Tschechien)
Unín (deutsch Hunin) ist eine Gemeinde in Tschechien. Sie liegt sieben Kilometer nordöstlich von Tišnov und gehört zum Okres Brno-venkov.

## Geographie
Unín befindet sich in der Boskowitzer Furche auf einem Hügel zwischen den Tälern der Lomnička und des Unínský potok. Westlich liegt der Naturpark Svratecká hornatina. Im Nordosten erhebt sich die Střela (490 m), südlich die Horka (475 m) und der Čihadlo (453 m), im Südwesten der Stanovisko (484 m) und die Kopanina (462 m), westlich der Močický kopec (515 m) und im Nordwesten die Velká hora (558 m).
Nachbarorte sind Rohozec, Bukovice und Brťov-Jeneč im Norden, Lubě im Nordosten, Hluboké Dvory im Osten, Újezd u Černé Hory und Skalička im Südosten, Všechovice im Süden, Stanovisko, Samotín, Hajánky und Hájek im Südwesten, Jamné und Šerkovice im Westen sowie Lomnice und Chrastová im Nordwesten.

## Geschichte
Das Dorf wurde wahrscheinlich zu Beginn des 14. Jahrhunderts auf dem Platz Hradisko gegründet. Möglicherweise befand sich hier eine Burgstätte. Die erste schriftliche Erwähnung von Ynyn erfolgte im Jahre 1341. Seit 1349 ist auf dem Hradisko ein Allodialhof nachweisbar. Zu dieser Zeit gehörten vier Huben des Dorfes den Herren von Trmačov. Auf dem Jahre 1371 stammt die älteste Nachricht über einen Pfarrer in Unín. Im Jahre 1718 wurde der Ort als Unin bezeichnet, zwei Jahre später als Hunin. Vor 1778 erfolgte der Unterricht der Dorfkinder durch den Küster. 1779 wurde in dem Dorf eine zweiklassige Schule eingerichtet, in die auch die Kinder aus Bukovice, Hluboké, Hájek, Jamné und Rohozec eingeschult wurden. Das alte Holzkirchlein wurde 1789 abgebrochen und im Jahre darauf mit dem Bau einer größeren, steinernen Kirche begonnen.
Nach der Aufhebung der Patrimonialherrschaften bildete Hunín ab 1850 eine Gemeinde in der Bezirkshauptmannschaft Brünn. Ab 1888 eröffneten in den Nachbardörfern eigene Schulen, so dass die Schule nur noch von den Huniner Kindern besucht wurde. Seit 1896 gehörte Hunín zum neu gebildeten Bezirk Tischnowitz. Ende 1899 wurde der alte Friedhof an der Nordseite der Kirche aufgehoben, seit 1900 erfolgten die Beseitigungen 300 m nördlich des Dorfes auf dem neuen Friedhof. Seit 1924 trägt die Gemeinde die Bezeichnung Unín. Auf der Střela errichtete die Armee im Jahre 1960 eine Kaserne zur Unterbringung einer Raketenabteilung. Die gesamten Waldgebiete auf den Fluren von Unín und Hluboké wurden eingezogen und dem Militärforstbetrieb MO Vojenské lesy Plumlov übereignet. In Unín wurden später Wohnblöcke für die Berufssoldaten errichtet. Nach der Auflösung des Okres Tišnov kam Unín mit Beginn des Jahres 1961 zum Okres Blansko. 1976 wurde Unín zusammen mit Hluboké Dvory, Zhoř und Bukovice nach Rohozec zwangseingemeindet. In den 1980er Jahren wurde die Schule geschlossen. 1990 entstand die Gemeinde Unín wieder. Zum Ende des Jahres 1990 wurde die Raketenabteilung aufgehoben und die beschlagnahmten Wälder den Gemeinden restituiert. Im Jahre 2005 erhielt die Gemeinde Unín die ehemalige Militäranlage geschenkt. Danach wurde das 8 ha große umfriedete Gelände als Wildgehege sowie der bebaute Teil an örtliche Unternehmen und den Militärhistorischen Klub Brno verpachtet. Seit Beginn des Jahres 2007 gehört die Gemeinde zum Okres Brno-venkov.

## Gemeindegliederung
Für die Gemeinde Unín sind keine Ortsteile ausgewiesen.

## Sehenswürdigkeiten
- spätbarocke Pfarrkirche St. Peter und Paul, errichtet 1790–1792 anstelle eines hölzernen Vorgängerbaus
- Naturdenkmal Svidovec, westlich des Dorfes
- Ruine der Burg Trmačov, östlich von Unín, sie ist seit 1305 als Sitz des Vladiken Ondřej von Trmačov überliefert. Seit 1481 gilt die Burg als wüst. Erhalten sind Mauerreste des Bergfriedes.
- Gedenkstein für die Partisanenkompanie des Generals Luža, im Wald südöstlich des Ortes

## Söhne und Töchter der Gemeinde
- Josef Bednář, genannt Strýc Pepík (1912–1971), tschechoslowakischer Jagdflieger im Zweiten Weltkrieg und danach Motorsportler, der überzeugte Antikommunist ging 1948 nach England, nachdem seine Verhaftung geplant gewesen war. Später lebte er in den USA.